# Vlad Tepes (band)
Vlad Tepes var et fransk black metal-band, som blev dannet i Brest i Bretagne i 1992 som en del af Les Legions Noires. Deres splitalbum March to the Black Holocaust (med Belketre) betragtes som en af de vigtigste franske black metal-udgivelser nogensinde.

## Diskografi

### Demoer
- 1993: Unavngivet demo
- 1994: Celtic Poetry
- 1994: The Return of the Unweeping Moon
- 1994: War Funeral March
- 1995: Brouillons I
- 1995: Into Frosty Madness
- 1995: Brouillons II
- 1996: Dans Notre Chute
- 1997: La Morte Lune
- 1998: The Black Legions

### Splitalbum
- 1995: March to the Black Holocaust (med Belketre)
- 1996: Black Legions Metal (med Torgeist)

## Fodnoter
1. ↑  "tragicempire.tk". Arkiveret fra originalen 23. maj 2009. Hentet 3. september 2009.